# Cavid İmamverdiyev
Cavid İmamverdiyev (1º agosto 1990) è un calciatore azero, attaccante dell'Hypers Guba.

## Carriera

### Club
Ha giocato nella massima serie del proprio paese con Neftçi Baku e Karvan.

### Nazionale
Debutta nel 2013 con la nazionale azera.